# Góa phụ đen (phim)
Góa phụ đen (tên gốc tiếng Anh: Black Widow) là một bộ phim siêu anh hùng Mỹ ra mắt dựa trên nhân vật cùng tên của Marvel Comics do Marvel Studios sản xuất và Walt Disney Studios Motion Pictures phân phối. Goá phụ đen là bộ phim thứ 24 mở đầu cho Giai đoạn 4 trong Vũ trụ Điện ảnh Marvel (MCU). Bộ phim được Cate Shortland làm đạo diễn, do Eric Pearson viết kịch bản dựa trên câu chuyện của Jac Schaeffer và Ned Benson, và có sự tham gia của Scarlett Johansson trong vai Natasha Romanoff / Black Widow, cùng với David Harbor, Florence Pugh, O. T. Fagbenle, William Hurt, Ray Winstone và Rachel Weisz. Lấy bối cảnh ngay sau sự kiện Captain America: Nội chiến siêu anh hùng (2016), Romanoff đang tìm hiểu và đối mặt với quá khứ của mình.
Việc phát triển phim Góa phụ đen bắt đầu vào tháng 4 năm 2004 bởi Lionsgate, với David Hayter viết và đạo diễn. Dự án đã không tiến triển và bản quyền phim cho nhân vật được trả lại cho Marvel Studios vào tháng 6 năm 2006. Johansson đã được chọn vào vai cho một số bộ phim lấy bối cảnh trong MCU, bắt đầu với Iron Man 2 (2010). Marvel và Johansson đã bày tỏ sự quan tâm đến một bộ phim solo tiềm năng nhiều lần trong những năm sau đó, trước khi sự phát triển tiến triển với việc thuê Schaeffer và Shortland vào năm 2018. Benson đã được thuê và tiếp tục casting vào đầu năm 2019. Việc quay phim diễn ra từ tháng 5 đến tháng 10 năm 2019 Na Uy, Budapest, Maroc, Pinewood Studios ở Anh, và tại Atlanta và Macon, Georgia.
Góa phụ đen được phát hành tại Hoa Kỳ vào ngày 9 tháng 7 năm 2021 với vai trò là phim mở đầu cho Giai đoạn 4 của MCU. Lịch chiếu đã bị dời lại ba lần từ lịch chiếu ban đầu là tháng 5 năm 2020 do đại dịch COVID-19. Bộ phim cũng vướng vào vụ kiện lớn do Disney chiếu lên nền tảng trực tuyến (Disney+) khiến nữ diễn viên Scarlett Johansson đâm đơn kiện.

## Nội dung
Sự kiện diễn ra ngay sau Captain America: Nội chiến siêu anh hùng, khi Natasha Romanoff bắt đầu đi tìm hiểu về thật sự của mình. 
Phim kể về quá khứ đau buồn của hai chị em Natasha Romanoff và Yelena Belova (sau này do Scarlett Johansson và Florence Pugh đóng). Vì gia đình ly tán, cả hai sau đó tham gia khóa huấn luyện đặc biệt của Red Room và trở thành những chiến binh dũng mãnh với tên gọi chính thức là Black Widow. Là những sát thủ nguy hiểm bậc nhất trên thế giới, hai chị em Natasha và Yelena vẫy vùng trong vũng lầy ký ức và cố gắng thoát khỏi nó để làm lại cuộc đời. Vào lúc đó, tên lính đánh thuê Task Master (với năng lực sao chép chiêu thức của đối thủ) được thuê để giết những thành viên Avengers phe đối nghịch (bao gồm Steve Rogers, Natasha Romanoff, Wanda Maximoff và Bucky Barnes), và mục tiêu đầu tiên của hắn là Natasha Romanoff.

## Diễn viên
- Scarlett Johansson vai Natasha Romanoff/Black Widow
- David Harbour vai Alexei Shostakov/Red Guardian
- Florence Pugh vai Yelena Belova/Black Widow
- O. T. Fagbenle vai Mason
- Rachel Weisz vai Melina/Black Widow
- Ray Winstone vai Tony Masters/Taskmaster

## Phát hành
Góa phụ đen sẽ được phát hành vào ngày 9 tháng 7 năm 2021 tại Mỹ. Phim được phát hành dưới định dạng IMAX, và sẽ là phim mở đầu cho Giai đoạn 4 của MCU.